# Kompong Thom (provins)
Kompong Thom, eller Kampong Thom, är en provins i centrala Kambodja. Huvudort är Kompong Thom. Provinsen har en yta på 13 814 km² och 569 060 invånare (1998), vilket ger en folktäthet på 41,2 inv/km².

## Administrativ indelning
Provinsen är indelad i åtta distrikt (srok).
- 0601 Baray
- 0602 Kampong Svay
- 0603 Stueng Saen
- 0604 Prasat Balangk
- 0605 Prasat Sambour
- 0606 Sandaan
- 0607 Santuk
- 0608 Stoung